# Ichneutica chlorodonta
Ichneutica chlorodonta là một loài bướm đêm trong họ Noctuidae.